# Abdul Sattar Edhi

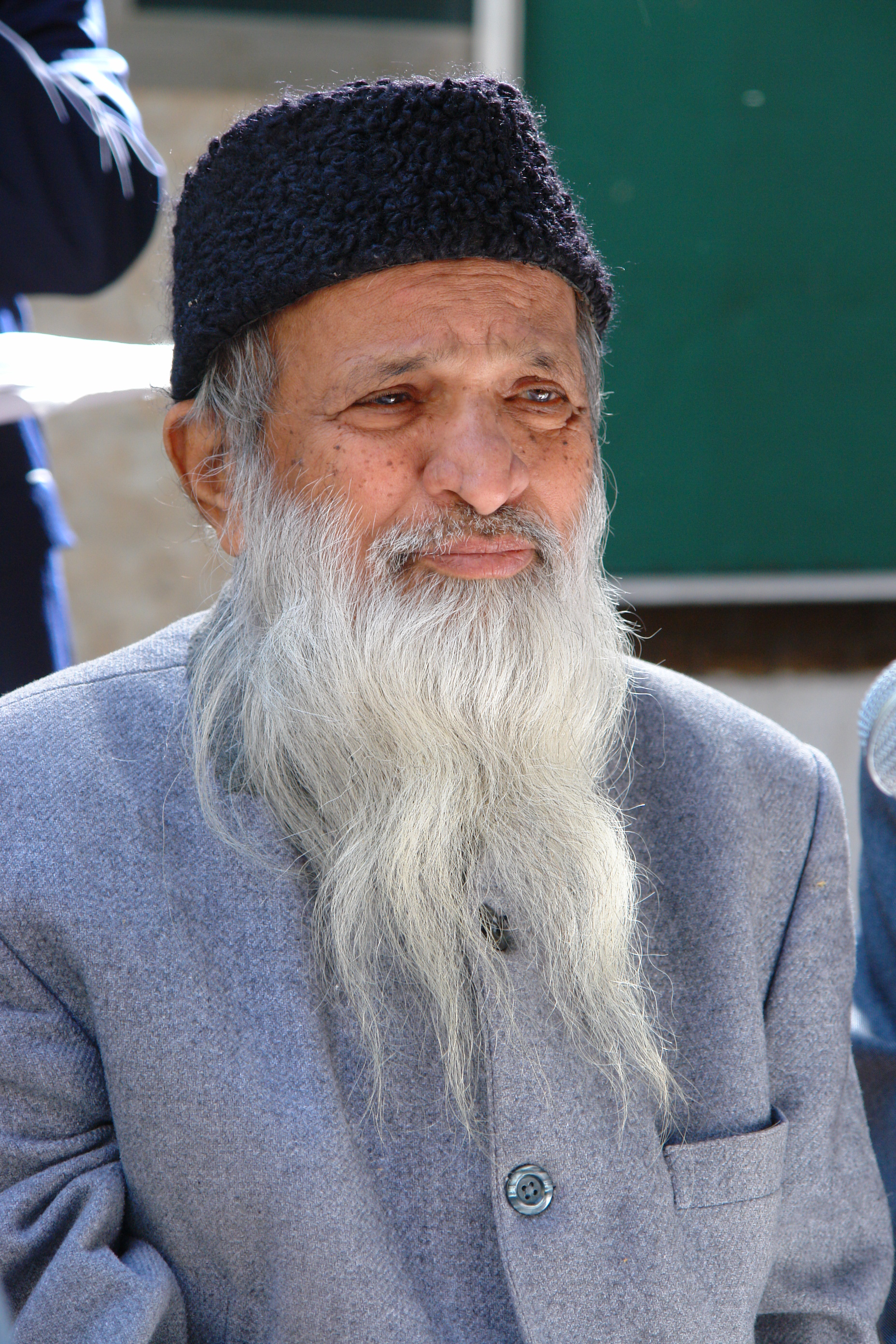
Abdul Sattar Edhi

Abdul Sattar Edhi (Urdu عبد الستار ایدھی, Gujarati અબ્દુલ સત્તાર ઇદી; * 1928 in Bantva, Britisch-Indien; † 8. Juli 2016 in Karatschi, Pakistan) war ein pakistanischer Philanthrop.
Er war Gründer und Leiter der Edhi Foundation, der weltgrößten Hilfsorganisation für ambulante Hilfe und Wohltätigkeit. Zusammen mit seiner Frau Bilquis Edhi erhielt er 1986 den Ramon-Magsaysay-Preis für Leistungen in der Daseinsvorsorge, den „asiatischen Friedensnobelpreis“. Er erhielt auch den Balzan-Preis. Edhi gehörte zur muslimischen Memoniten-Gemeinschaft (engl. memons).

## Leben
Edhi wurde 1928 in Bantva in Gujarat, Britisch-Indien geboren. Als sich seine Eltern trafen, war der Vater zweimal verwitwet und die Mutter geschieden. Edhi hatte mehrere Halbgeschwister. Er verließ mit 13 Jahren die Schule und verkaufte für einige Zeit als Straßenhändler Samosa und Streichhölzer. Nebenher las er Zeitungen und Bücher, unter anderem ein wenig Marx. Nach der Gründung von Pakistan im Jahre 1947 wanderte seine Familie nach Karatschi aus.  Die Armut in dieser Stadt berührte ihn so sehr, dass er begann, Medikamente für die Armen zu kaufen und sich um die Beerdigung von auf der Straße gestorbenen Armen zu kümmern.
1951 kaufte er im Stadtteil Mithadar einen kleinen Laden, in dem er mit Hilfe eines Arztes, der ihm die Grundlagen der medizinischen Pflege beibrachte, eine Armenapotheke (engl. dispensary) eröffnete. Im selben Jahr gründete er die nach ihm benannte Edhi-Stiftung. Der Leitsatz der Edhi-Stiftung, die auf Hilfe zur Selbsthilfe setzt, ist „Lebe und hilf leben“ (engl. Live and help live).
Edhi lernte im Jahre 1965 Bilquis Bano kennen, welche er später heiratete. Sie war bei der ersten Begegnung eine 18-jährige Krankenschwester und fast 20 Jahre jünger. Sie heirateten schließlich, und Bilquis brachte zwei Töchter und zwei Söhne zur Welt, die sich alle in der Stiftung engagieren. Die Edhis zogen uneheliche und ungewollte Kinder auf, unterrichteten sie und suchten Adoptiveltern. Nach und nach waren es über 20.000 Kinder, welche die Stiftung betreute. Später kamen Krankenhäuser, Frauenhäuser, Suppenküchen, Heime für Waisenkinder, Schwererziehbare, Drogensüchtige und eine Krebsklinik hinzu. Edhi wurde bereits zu Beginn seiner Laufbahn von einem islamischen Hilfswerk kritisiert, weil er allen half, auch Christen und Hindus. Edhi reagierte darauf mit der Aussage: „Es ist meine Aufgabe, Leben zu retten, ohne zu diskriminieren.“
Edhi starb im Juli 2016 im Alter von 88 Jahren an Nierenversagen.

## Ehrungen und Preise

### International
- Ramon-Magsaysay-Preis (Public Service) (1986)[7]
- Paul Harris Fellow der „Rotary International“-Stiftung, (1993)[8]
- Größte Freiwilligen-Hilfsorganisation der Welt – Guinness-Buch der Rekorde (2000)[8]
- Hamdan Award für Freiwillige in humanitären und medizinischen Diensten (2000) UAE[8]
- Internationaler Balzan-Preis (2000) für Humanität, Frieden und Brüderlichkeit unter den Völkern, Italien[9]
- Ehrendoktor des Institute of Business Administration Karachi (2006).[2]
- UNESCO-Madanjeet-Singh-Toleranzpreis (2009)
- Ahmadiyya-Muslim-Friedenspreis (2010)

### National
- Silver Jubilee Shield des College of Physicians and Surgeons, Pakistan, (1962–1987)[8]
- Sozialarbeiter des Subkontinents (engl. The Social Worker of Sub-Continent) durch die Regierung von Sindh, Pakistan, (1989)[8]
- Nishan-e-Imtiaz, ziviler Orden der Pakistanischen Regierung (1989)[8]
- Recognition of meritorious services to oppressed humanity in den 1980ern durch das Ministerium für Gesundheit und Soziales der Pakistanischen Regierung (1989)[8]
- Pakistan Civic Award der Pakistan Civic Society (1992)[8]
- Shield of Honor der Pakistanischen Armee (E & C)[8]
- Khidmat Award der Pakistanischen Akademie der Medizin[8]
- Menschenrechtspreis der Pakistan Human Rights Society[8]